# //Khara Hais
//Khara Hais – gmina w Republice Południowej Afryki, w Prowincji Przylądkowej Północnej, w dystrykcie Siyanda. Siedzibą administracyjną gminy jest Upington.